# Aḩmadābād (ort i Iran, Khorasan, lat 36,48, long 59,45)
Aḩmadābād (persiska: احمد آباد, Aḩmadābād-e Moqbel) är en ort i Iran.   Den ligger i provinsen Khorasan, i den nordöstra delen av landet, 700 km öster om huvudstaden Teheran. Aḩmadābād ligger 1 048 meter över havet och antalet invånare är 189.
Terrängen runt Aḩmadābād är platt. Runt Aḩmadābād är det ganska tätbefolkat, med 185 invånare per kvadratkilometer. Närmaste större samhälle är Ţorqabeh, 19,9 km söder om Aḩmadābād. Omgivningarna runt Aḩmadābād är i huvudsak ett öppet busklandskap.